# Gourbera
Gourbera è un comune francese di 334 abitanti situato nel dipartimento delle Landes, nella regione della Nuova Aquitania.

## Società

### Evoluzione demografica
Abitanti censiti